# Чемпионат Сьерра-Леоне по шоссейному велоспорту
Чемпионат Сьерра-Леоне по шоссейному велоспорту — национальный чемпионат Сьерра-Леоне по шоссейному велоспорту, проводимый Ассоциацией велоспорта Сьерра-Леоне. За победу в дисциплинах присуждается майка в цветах национального флага (на илл.).

## Призёры

### Мужчины. Групповая гонка.
| Год  | Победитель    | Второй         | Третий       |
| ---- | ------------- | -------------- | ------------ |
| 2013 | Мохамед Торли | Августин Сесай | Мойзес Сесай |